# Pao'a
Le pāʻōʻā est l'une des danses traditionnelles de Tahiti en Polynésie française, liée au tamure. Les musiciens et le chœur s'assoient en cercle, chantent et marquent le rythme en frappant leurs cuisses des mains. Une danseuse soliste, ou un ou plusieurs duos mixtes, dansent le tamure à l'intérieur du cercle.
Le pāʻōʻā est une danse liée à la fabrication du tapa : assises par terre, les femmes battaient l'écorce en rythme en s'accompagnant de chants. Les thèmes de la danse sont liées aux activités quotidiennes, comme la fabrication du tapa, la chasse ou la pêche.